# Ozero Ozerjanskoje
Ozero Ozerjanskoje (ryska: Озеро Озерянское) är en sjö i Belarus. Den ligger i voblasten Hrodna voblast, i den västra delen av landet, 190 km väster om huvudstaden Minsk. Ozero Ozerjanskoje ligger 120 meter över havet. Arean är 0,35 kvadratkilometer. Den sträcker sig 0,8 kilometer i nord-sydlig riktning, och 0,6 kilometer i öst-västlig riktning.
Trakten runt Ozero Ozerjanskoje består till största delen av jordbruksmark. Runt Ozero Ozerjanskoje är det ganska glesbefolkat, med 27 invånare per kvadratkilometer.